# Victoria Azarenka
Viktoriya Fiodorovna Azarenka, também conhecida como Victoria Azarenka (Bielorrusso: Вікторыя Азарэнка, Азаранка, Russo: Виктория Азаренко; (Minsk, 31 de julho de 1989) é uma tenista bielorrussa que se tornou campeã mundial júnior em 2005 e que como profissional chegou a liderança do ranking mundial da WTA em 30 de janeiro de 2012.
Ao atingir a quarta posição no ranking da WTA, ela se tornou a bielorrussa com melhor posição no ranking na história do tênis, superando a compatriota Natasha Zvereva, que teve como maior ranking a quinta posição.
Aos 14 anos Azarenka mudou-se de Minsk para Scottsdale, nos Estados Unidos para poder treinar tênis com melhores condições. Nessa época ela foi ajudada pelo jogador de hóquei Nikolai Khabibulin [en], cuja esposa é amiga da mãe de Victoria.
Em janeiro de 2012, tornou-se a primeira bielorrussa a atingir o topo do ranking da WTA e a conquistar um Grand Slam ao derrotar Maria Sharapova por 6-3 6-0 na final do Australian Open de 2012. No mesmo ano ganhou a primeira medalha olímpica da Bielorrússia no tênis ao conquistar o bronze na categoria de simples nos jogos olímpicos de Londres 2012.
Em 15 de julho de 2016, sem jogar desde o Torneio de Roland Garros de 2016, por causa de uma lesão no joelho direito, Azarenka anunciou, pelas redes sociais, que estava grávida de seu namorado, Billy McKeague, o que a deixaria fora das quadras por meses, incluindo os Jogos Olímpicos. Nessa condição, ela encerrou a parceria com o treinador Wim Fissette [en] (ex-Kim Clijsters e ex-Simona Halep) e o parceiro de treinos Sascha Bajin [en] (ex-Serena Williams).

## Carreira

### 2005
Em 2005 Azarenka ganhou o Australian Open e o US Open na categoria juvenil. No mesmo ano ela foi considerada a Melhor Jogadora Juvenil pela ITF, sendo a primeira bielorrussa a atingir tal feito.
Ganhou seu primeiro título da ITF em Pétange, Luxemburgo.

### 2006: terceira rodada do US Open
Em 2006 Azarenka conseguiu sua primeira vitória contra uma jogadora top 20, Nicole Vaidisova. No US Open teve sua melhor atuação em um Grand Slam até aquele momento, chegando à terceira rodada, perdendo para Anna Chakvetadze.

### 2007: Primeira final WTA

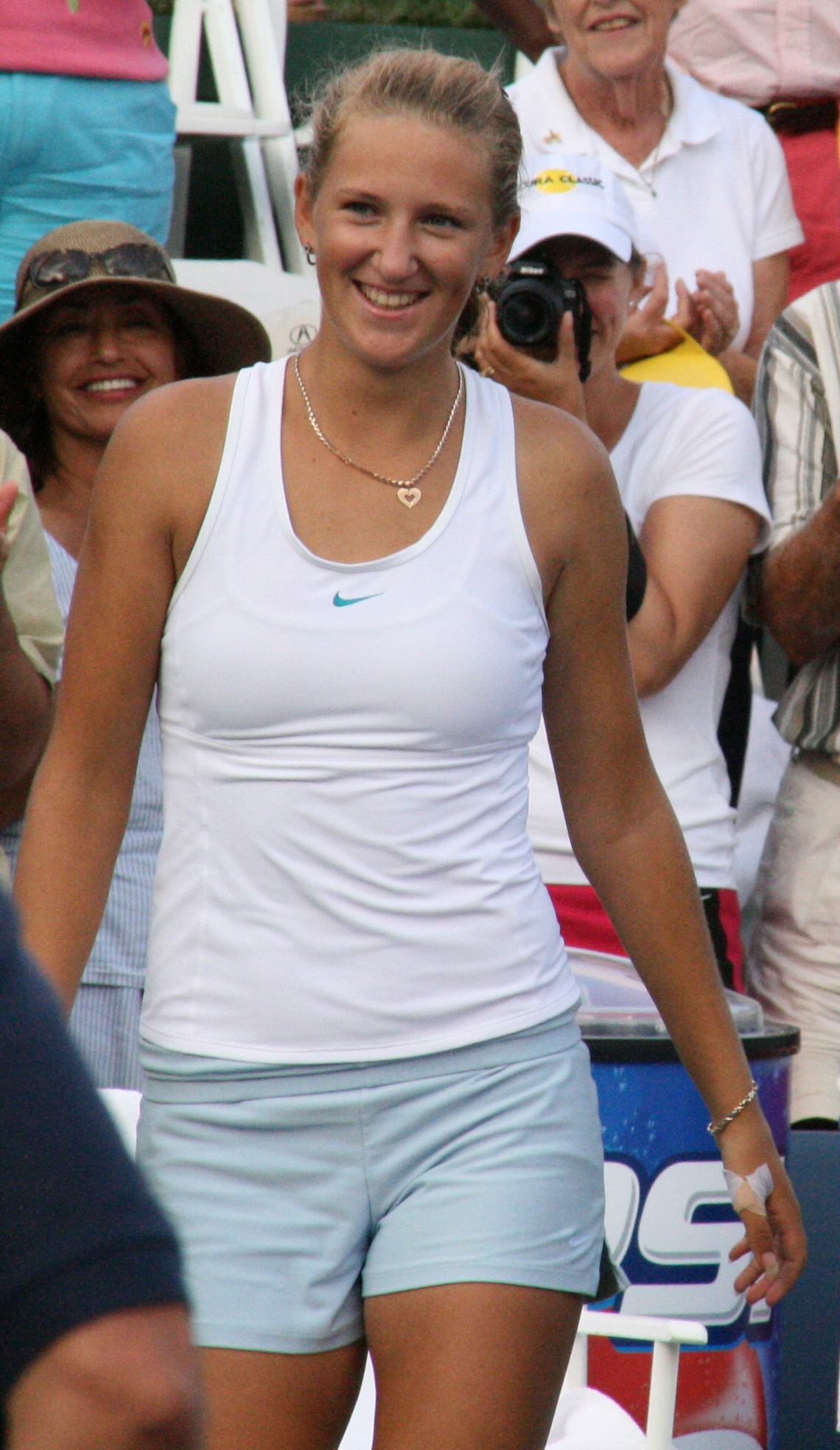
Azarenka no Acura Classic em 2007.

Azarenka começou o ano no top 100 pela primeira vez. No Australian Open chegou pela segunda vez consecutiva à terceira rodada, perdendo em sets diretos para Jelena Jankovic. No torneio de duplas mistas chegou a final jogando com Max Mirnyi, mas foram derrotados por Elena Likhovtseva e Daniel Nestor por duplo 6-4.
Em Roland Garros perdeu na primeira rodada para Karin Knapp. Em Wimbledon perdeu novamente na terceira rodada para a 14ª cabeça de chave, Nicole Vaidisova.
No US Open Azarenka venceu na terceira rodada a ex número 1 do mundo Martina Hingis, mas acabou sendo derrotada na rodada seguinte por Svetlana Kuznetsova. No torneio de duplas mistas foi campeã junto de seu compatriota Max Mirnyi, derrotando na final Meghann Shaughnessy e Leander Paes.
Azarenka fechou o ano jogando a Kremlin Cup, onde derrotou na segunda a 4ª colocada do ranking na época, Maria Sharapova, porém perdeu nas quartas de final para a futura campeã do torneio, Elena Dementieva. No mesmo torneio ela e sua parceira de duplas, Tatiana Poutchek, chegaram à final, mas foram derrotadas por Liezel Huber e Cara Black. Com esses resultados ela terminou o ano na 27ª colocação no ranking de simples e na 29ª no ranking de duplas.

### 2008: final do Australian Open em duplas

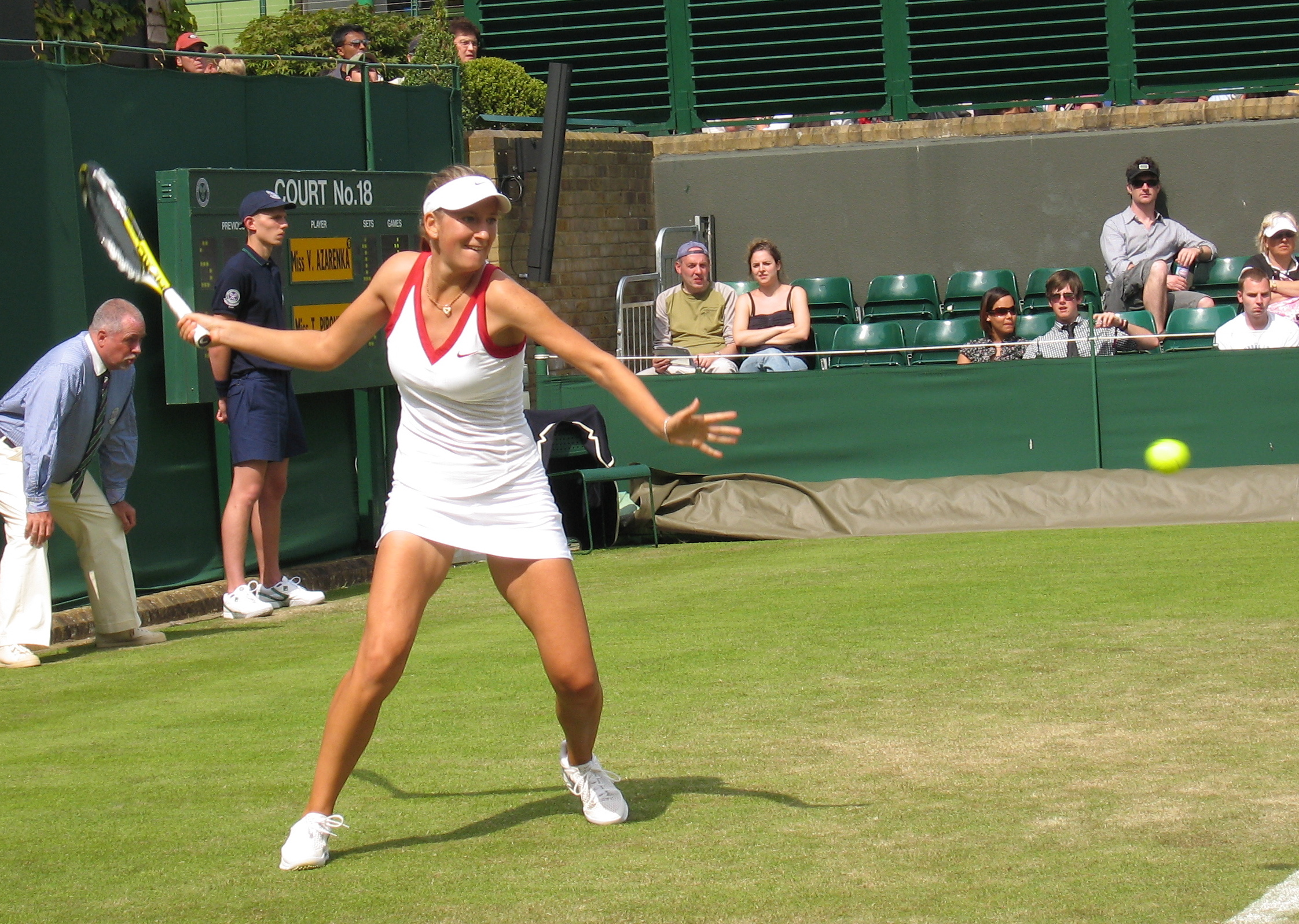
Azarenka em Wimbledon, 2008.

No Australian Open Azarenka foi a 26ª "cabeça de chave" do torneio, a primeira vez em que ela foi cabeça de chave de um Grand Slam. No torneio de simples ela perdeu na terceira rodada para Serena Williams e no de duplas ela e sua parceira, Shahar Peer foram vencidas na final pelas irmãs Alona e Kateryna Bondarenko.
Em Roland Garros perdeu na quarta rodada para Svetlana Kuznetsova. No torneio de duplas mistas foi campeã juntamente de Bob Bryan, derrotando na final Katarina Srebotnik e Nenad Zimonjić.
Em Wimbledon perdeu na terceira rodada para 21ª cabeça de chave, Nadia Petrova. No US Open era a 14ª, mas foi derrotada na terceira rodada pela 21ª cabeça de chave, Caroline Wozniacki.

### 2009: Três títulos, top 10, final de duplas em Major

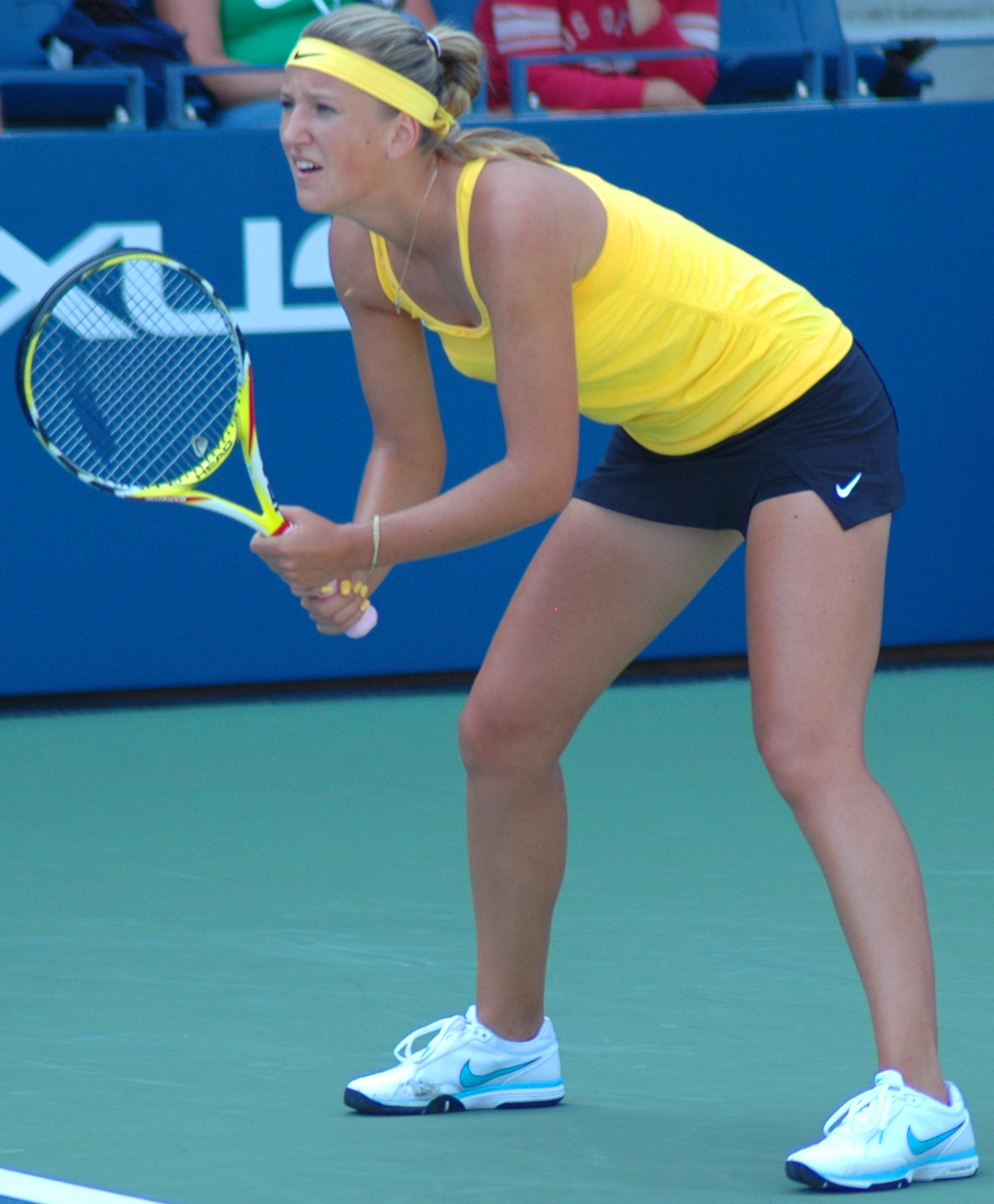
Azarenka no Us Open, 2009.

No Torneio de Brisbane Azarenka foi a 2ª cabeça de chave. Ela venceu em sets diretos Kateryna Bondarenko, Jarmila Groth, Lucie Safarova e Sara Errani para chegar a sua quinta final profissional. Para ganhar seu primeiro título na WTA ela ganhou de Marion Bartoli em sets diretos.
No Australian Open ela foi a 13ª cabeça de chave e conseguiu chegar pela primeira vez a quarta rodada do torneio, mas acabou sendo derrotada por Serena Williams quando teve que abandonar a partida devido a um mal estar causado pelo calor excessivo. O placar da partida era 6-3, 2-4 para Azarenka.
Seu segundo título como profissional foi na vitória sobre Caroline Wozniacki no torneio de Memphis. No mesmo torneio ela foi campeã de duplas com Caroline Wozniacki ao derrotarem Michaëlla Krajicek e Yuliana Fedak na final.
Em Indian Wells Azarenka atingiu as quartas de final, onde foi derrotada pela futura campeã Vera Zvonareva por duplo 6-3. Seu desempenho no torneio fez com que ela somasse pontos suficientes para entrar pela primeira vez no top 10, sendo a segunda tenista da Bielorrússia a atingir tal feito. Já nas duplas ela foi campeã do torneio com Vera Zvonareva ao derrotarem Gisela Dulko e Sharar Peer na final.
Seu primeiro grande título foi o Torneio de Miami, torneio do tipo Premier Mandatory. Na final Azarenka venceu Serena Williams por 6–3, 6–1. Por vencer o torneio ela melhorou seu ranking indo para a 8ª posição.
Em Roland Garros Azarenka chegou pela primeira vez as quartas de final de um Grand Slam, quando foi derrotada pela cabeça de chave número 1, Dinara Safina, em jogo de três sets. No torneio de duplas ela alcançou a final junto de sua parceira Elena Vesnina, mas foram derrotadas pela dupla espanhola Anabel Medina Garrigues e Virginia Ruano Pascual em sets diretos.
Em Wimbledon ela repetiu a boa atuação de Roland Garros e chegou novamente as quartas de final. Porém, foi derrotada pela futura campeã Serena Williams por 6–2, 6–3.
No US Open ela chegou até a terceira rodada, quando foi vencida pela italiana Francesca Schiavone em jogo de três sets.
No final do ano Azarenka participou pela primeira vez do WTA Tour Championships, realizado em Doha. Na primera rodada do Round Robin ela venceu Jelena Jankovic em sets diretos. Porém, na segunda rodada a tenista sofreu um revés ao perder de Caroline Wozniacki em três sets. Para se classificar para a próxima fase do torneio Azarenka deveria vencer Agnieszka Radwanska. A partida estava 4–6, 7–5, 4–1 para Radwanska quando Azarenka foi obrigada a desistir por causa de fortes cãibras.
Devido a sua boa temporada, a tenista terminou o ano ocupando a 7ª posição do ranking e vencendo três títulos. Porém, logo depois do término da temporada Azarenka anunciou o fim da parceria com o seu técnico Antonio Van Grichen, que a treinava há quarto anos.

### 2010: Ranking estável

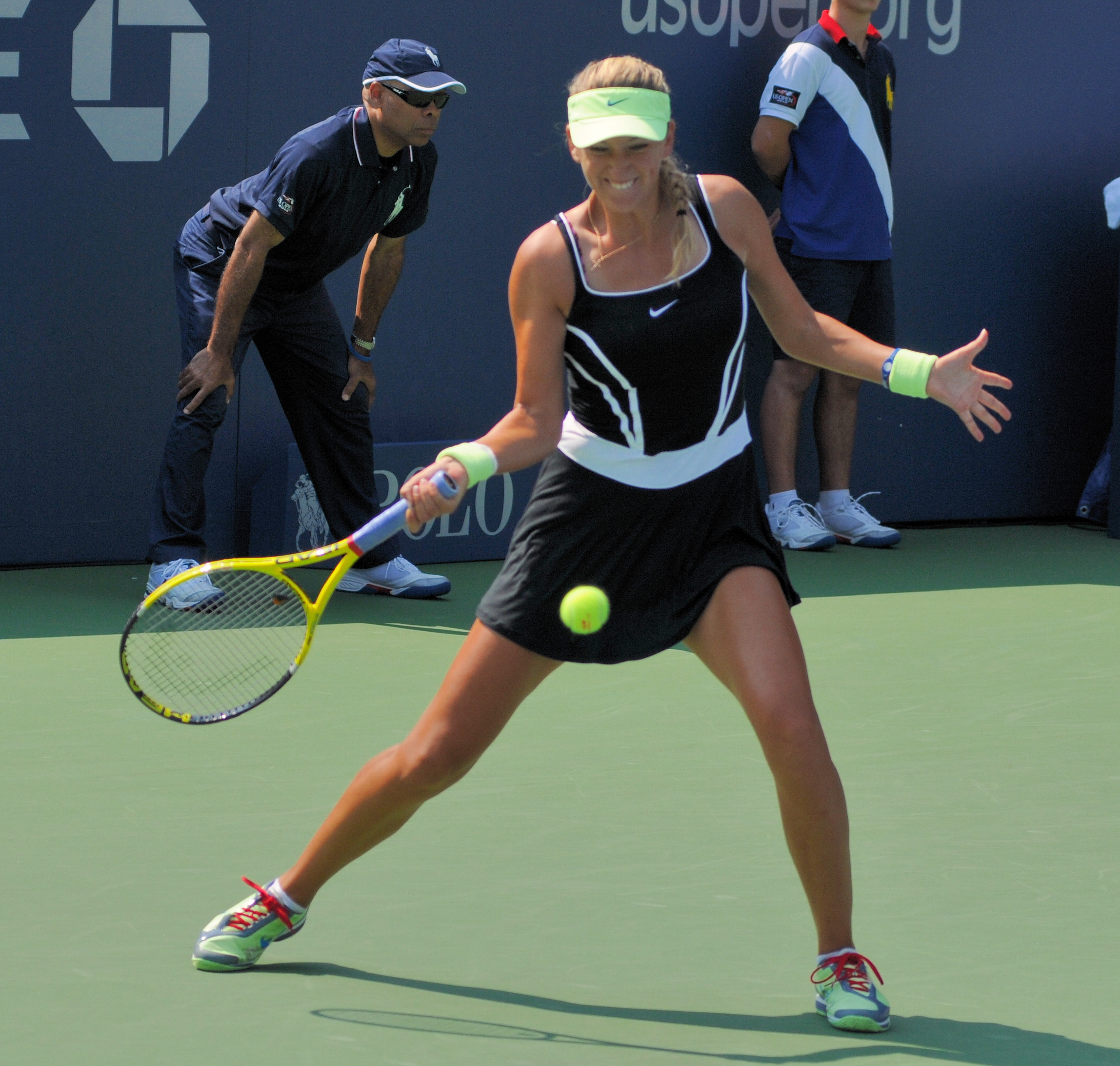
Azarenka no US Open, 2010.

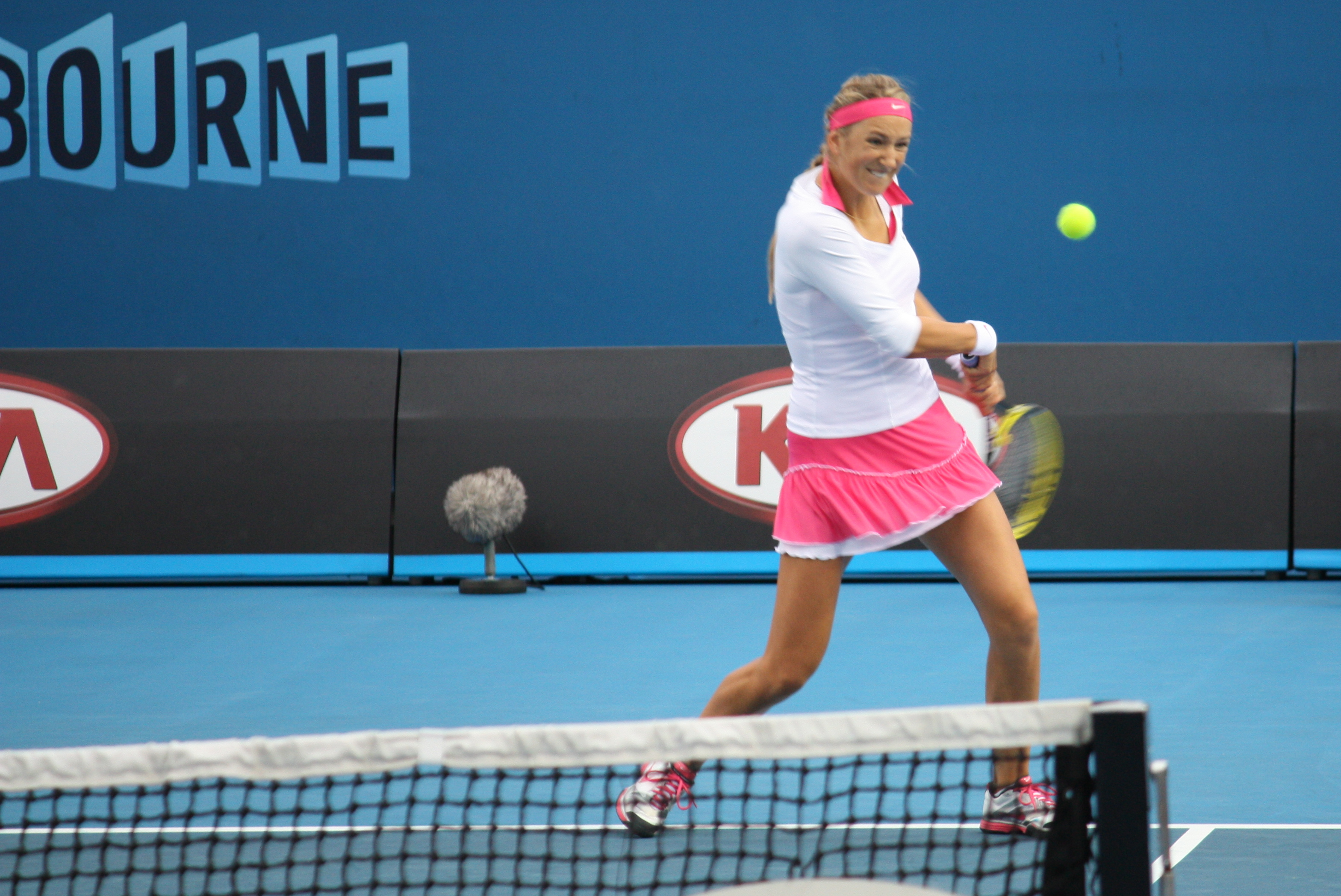
Azarenka no Australian Open, 2011.

No Australian Open Azarenka perdeu pelo terceiro ano consecutivo para Serena Williams no torneio. A derrota aconteceu nas quartas de final e o placar foi 4–6, 7–6(4), 6–2; sendo que Azarenka chegou a liderar o segundo set por 4-0 e permitiu a virada da adversária.
No Premier de Dubai Azarenka foi a 4ª cabeça de chave. Ela chegou a final do torneio, vencendo pelo caminho Vera Zvonareva e Agnieszka Radwanska, mas foi vencida por Venus Williams, com o placar de 6–3, 7–5.
Nos próximos torneios o desempenho de Azarenka não foi bom. Ela sofreu derrotas para jogadoras de ranking inferior nas primeiras rodadas de torneios como Stuttgart, onde perdeu de Anna Lapushchenkova, e Roma, onde perdeu de Ana Ivanovic. Outro fator que atrapalhou seu desempenho foram as várias lesões que sofreu. Azarenka abandonou os torneios de Marbella, Charleston e Madri devido a lesões.
Em Roland Garros Azarenka perdeu logo na primeira rodada para a argentina Gisela Dulko. A derrota lhe custou caro e seu ranking caiu para a 15ª posição.
Em Eastbourne Azarenka chegou até a final, mas foi derrotada por Ekaterina Makarova.
Em Wimbledon Azarenka continuou inconsistente e perdeu na terceira rodada para Petra Kvitová, por 7–5, 6–0. Azarenka chegou a sacar para o primeiro set em 5-4, mas permitiu a reação da adversária e perdeu nove games seguidos.
Na temporada de quadras duras norte americanas, Azarenka recebeu um wild card para o torneio de Stanford, onde sagrou-se campeã vencendo Maria Sharapova na final por 6–4, 6–1. Em Cincinnati, Azarenka foi derrotada no torneio de simples por Ana Ivanovic com o placar de 2–6, 7–6 e 6–2, mesmo tendo sacado para o segundo set. Mesmo assim, Azarenka ganhou o torneio de duplas com Maria Kirilenko, derrotando Lisa Raymond e Rennae Stubbs por 7–6(4), 7–6(8).
No US Open Azarenka entrou para a história do tênis de forma negativa. Ainda na segunda rodada do torneio a jogadora desmaiou durante o jogo contra Gisela Dulko. Ela foi levada a um hospital onde foi diagnosticada uma concussão devido a uma queda ocorrida em que Azarenka bateu a cabeça enquanto se aquecia para a partida.
Na Kremlin Cup Azarenka voltou a encontrar o bom ritmo de jogo e foi a campeã vencendo Maria Kirilenko na final por 6–3 6–4, conquistando o quinto título da carreira. Seu desempenho fez com que ela fosse classificada para o WTA Tour Championships, devido as desistências das irmãs Williams.
No Torneio das Campeãs Azarenka perdeu as duas primeiras rodadas para Vera Zvonareva e Kim Clijsters, o que fez com que ela não se classificasse para a fase seguinte. Na terceira partida ela ganhou de Jelena Jankovic pelo segundo ano seguido.
Azarenka terminou o ano na 10ª posição do ranking, sendo o segundo ano consecutivo em que ela terminou entre as dez melhores jogadoras da temporada.

### 2011: Título do Miami Open, final do WTA Tour Championships

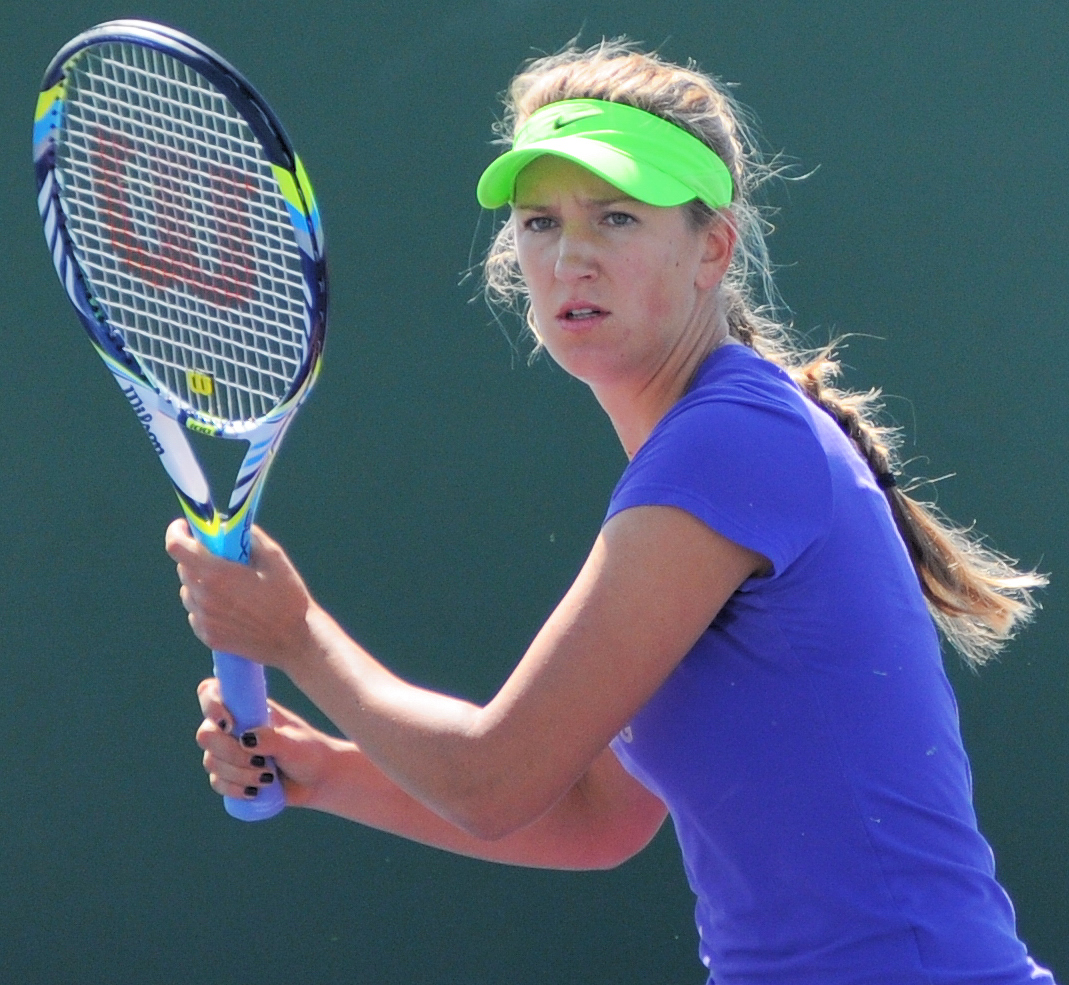
Azarenka em Indian Wells, 2012.

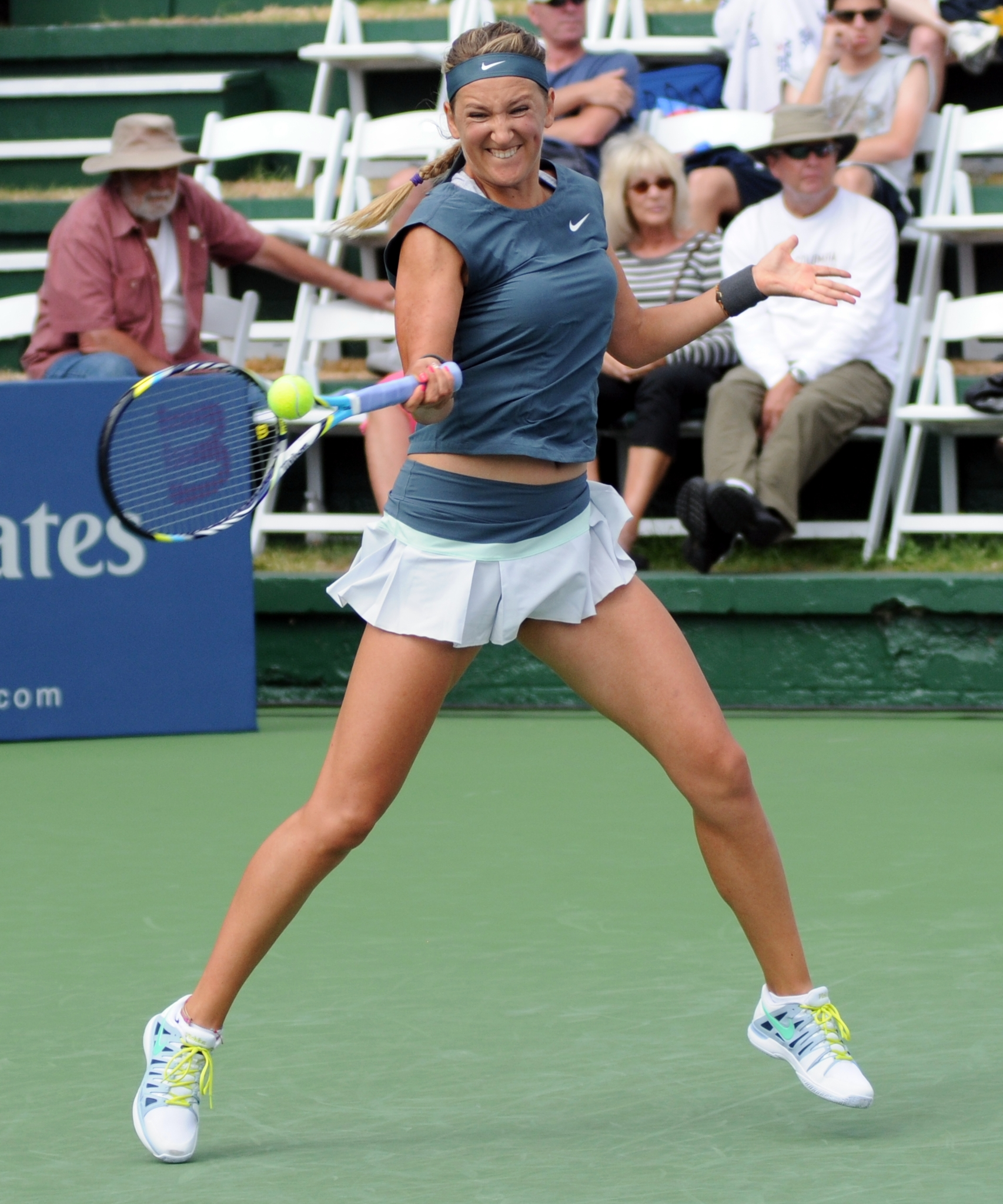
Azarenka em Carlsbad, 2013.

Azarenka iniciou o ano no torneio de Sydney, onde era a 7ª cabeça de chave, mas na semifinal perdeu para Kim Clijsters em parciais de 6-3 6-2.
No Australian Open ela foi a 8ª cabeça de chave no torneio de simples. Na quarta rodada enfrentou a chinesa Na Li, 9ª cabeça de chave, e acabou sendo derrotada por duplo 3-6. Formou parceria com Maria Kirilenko para disputar o torneio de duplas. As duas chegaram a final, mas perderam para as favoritas Gisela Dulko e Flavia Pennetta.
O próximo compromisso de Azarenka foi defender a Bielorrússia na Fed Cup, que foi disputada em Israel. O time Bielorrusso derrotou a Polônia e se classificou para os play-off do Grupo Mundial II.
No torneio de Dubai perdeu para Flavia Pennetta por 6-3, (2)6-7, 6-4 na terceira rodada. Em Doha acabou sendo derrotada no seu primeiro jogo contra Daniela Hantuchova por de 4-6, 6-1, 6-2.
No torneio de Indian Wells se retirou nas quartas de final em jogo contra Caroline Wozniacki quando o placar estava 0-3.
Azarenka conquistou seu bicampeonato no torneio de Miami ao vencer na final Maria Sharapova por em 6-1, 6-4.
No torneio de Marbella Azarenka ganhou seu primeiro título no saibro ao vencer Irina-Camelia Begu na final por 6-3, 6-2. Com o título ela alcançou a 5ª posiçao no ranking, sua melhor posição até aquele momento. Logo após ela viajou para a Estônia para jogar a Fed Cup, sendo que a Bielorrússia venceu o confronto por 5-0.
No Premier de Madri, Azarenka foi a 4ª cabeça de chave. Ela perdeu na final para Petra Kvitová, mas mesmo assim conseguiu melhorar seu ranking em uma posição, atingindo uma nova melhor posição. No torneio de duplas ela foi vencedora junto de sua parceira, Kirilenko, ao derrotarem Květa Peschke e Katarina Srebotnik. Em Roma ela foi derrotada pela eventual campeã, Maria Sharapova, nas quartas de final.
Em Roland Garros, Azarenka foi eliminada por Na Li nas quartas de final.
No Torneio de Wimbledon Azarenka teve sua melhor performance em Grand Slam da carreira ao chegar a semifinal, quando foi derrotada por Petra Kvitova por 1-6, 6-3, 2-6.

### 2012: Primeiro título em Major, duas medalhas olímpicas, número 1 do mundo
Em 28 de janeiro Azarenka venceu o Australian Open ao derrotar na final Maria Sharapova por 6-3 6-0. Com essa vitória, atingiu primeira posição do ranking de simples da WTA (a ser divulgada em 29 de janeiro) e tornou-se a primeira bielorrussa a atingir essa posição e a conquistar um Grand Slam.
Azarenka ganhou quatro torneios seguidos, alcançando 26 vitórias seguidas, e teve o melhor início de temporada desde 2003, recorde que pertencia a Serena Williams, que obteve 21 vitórias no início da temporada.

### 2013: Segundo título do Australian Open, 2 títulos de WTA 1000, N° 2 do mundo

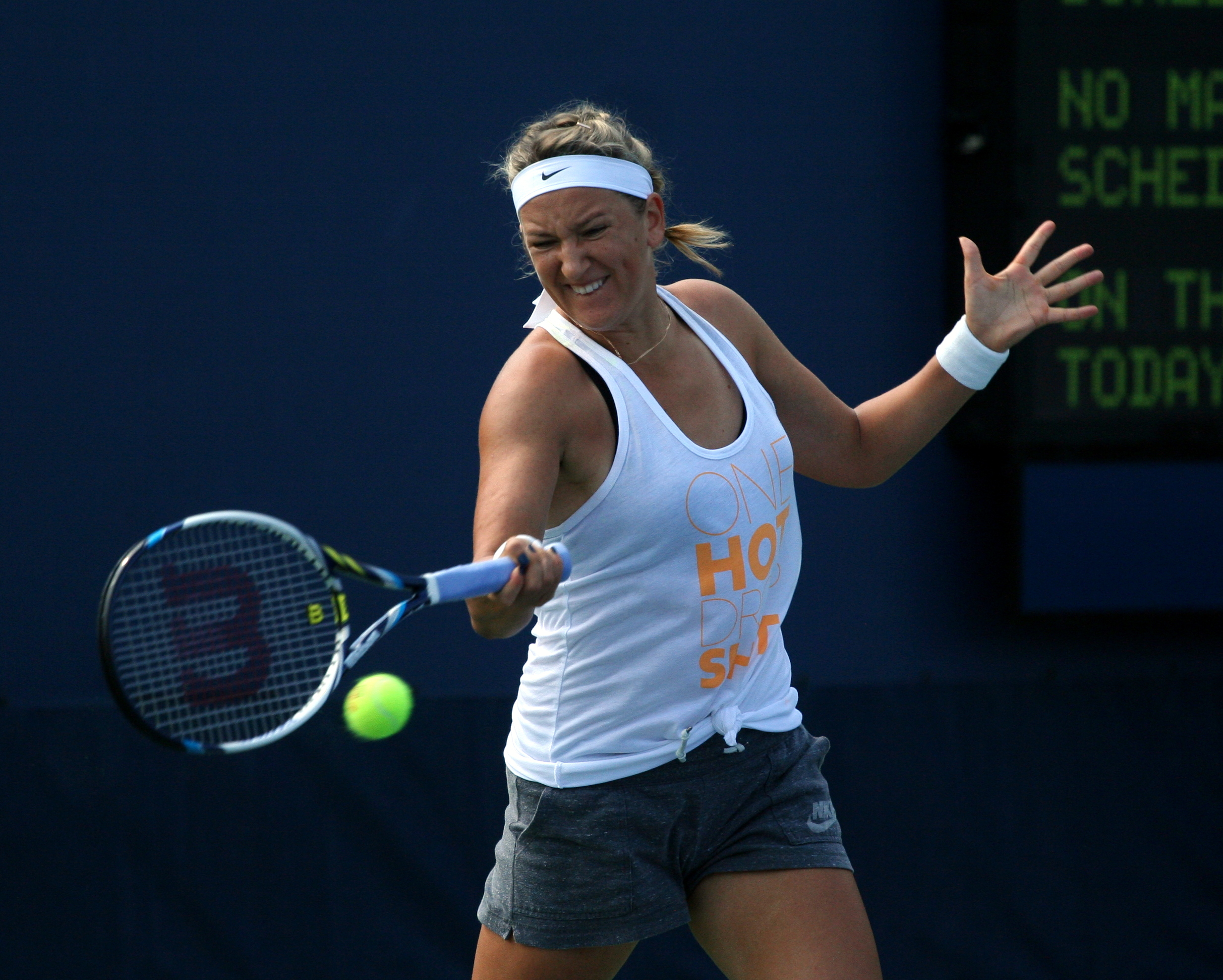
Azarenka no Us Open, 2014.

Em 26 de janeiro Azarenka venceu novamente o Australian Open, derrotando a chinesa Na Li por 4-6 6-4 6-3. Com o resultado, defendeu o título conquistado no ano anterior e continuou com a primeira posição no ranking da WTA.
O ano de 2013 foi marcante para Victoria Azarenka, pois, além de ter vencido o seu segundo Grand Slam, venceu em Doha e Cincinnati, em ambos derrotando Serena Williams na final. Além dos títulos conquistados, chegou à final do Aberto da Itália e do Southern California Open (última edição do evento), sendo derrotada por Serena Williams e Samantha Stosur, respectivamente. Chegou, ainda, à final do US Open, perdendo para Serena Williams na final. Durante a temporada de 2013, Victoria Azarenka sofreu com lesões, tendo deixado de participar ou abandonado as competições realizadas em Brisbane (abandonou nas semi-finais), em Dubai (desistiu antes do início do evento) e Indian Wells (retirou-se antes da partida das quartas de finais). Terminou o ano no segundo lugar do ranking, atrás somente de Serena Williams.

### 2014–15: Lesões e retorno difícil

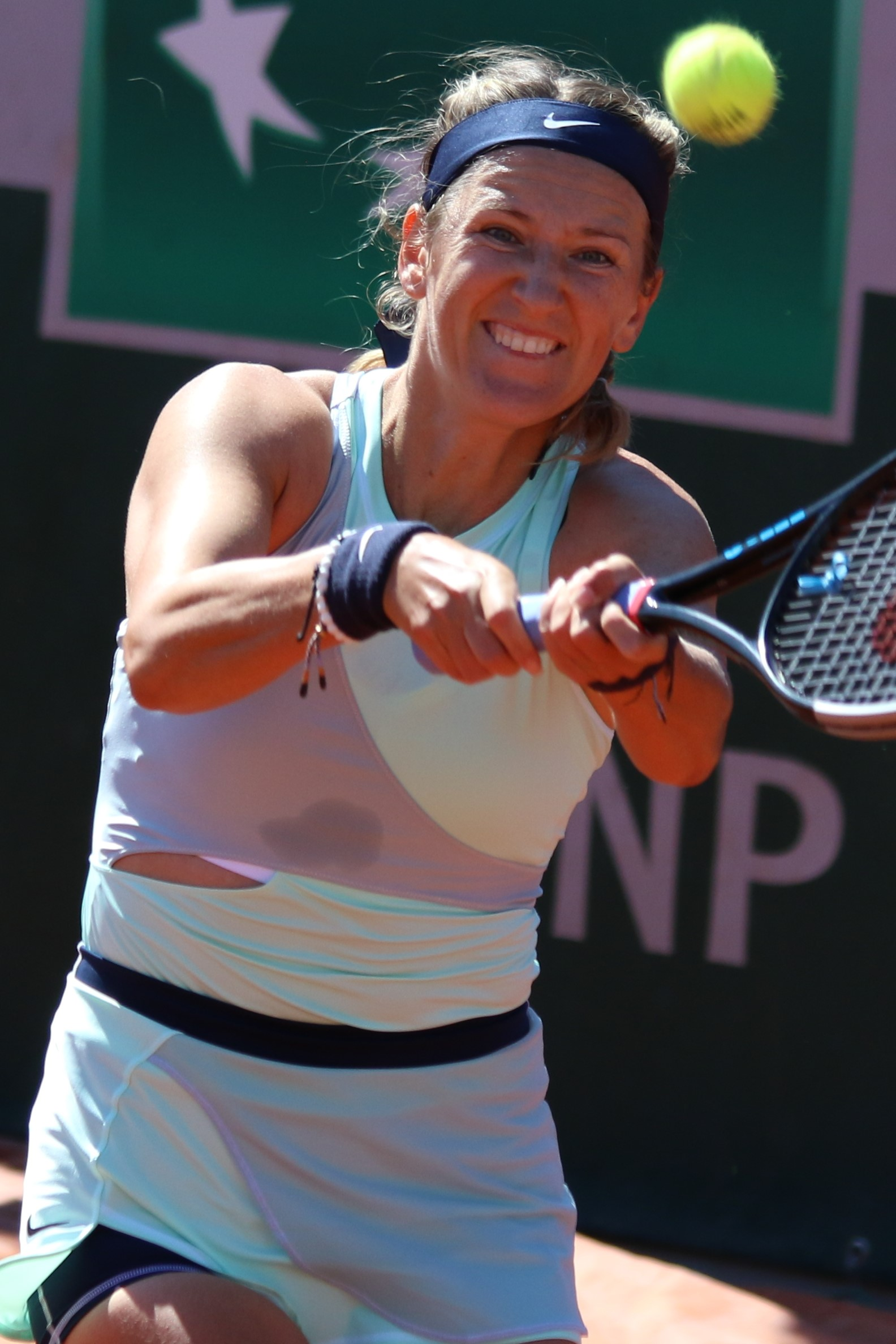
Azarenka em Roland Garros, 2022.

Azarenka sofreu várias lesões durante a temporada, tendo finalizado o ano na 32ª posição no ranking da WTA, mesmo começando o ano como a nº 2. A primeira lesão do ano, no pé esquerdo, a afastou das quadras de fevereiro a meados de junho, tendo jogado apenas uma partida no período, em Indian Wells, deixando de jogar em Doha, Miami, Monterrey, Madri, Roma e Roland Garros. Além dessa lesão, Azarenka também teve problemas no joelho e no pé direitos, o que a impediu de disputar as competições em Cincinnati, Wuhan, Pequim e Luxemburgo. 
Terminou o ano tendo disputado somente nove competições, ficando em segundo lugar em Brisbane (perdeu para Serena Williams na final), caiu nas quartas de final no Australian Open (perdeu para Agnieszka Radwańska) e US Open (derrota para Ekaterina Makarova), além de perder na segunda rodada em Wimbledon para a jogadora sérvia Bojana Jovanovski.

### 2022: 500ª vitória em nível de tour
Até março, Azarenka disputou seis torneios. Teve a melhor campanha no Australian Open, perdendo nas quartas de final para Barbora Krejčíková. Na dupla de torneios norte-americano do terceiro mês, onde já se deu muito bem, protagonizou episódios que chamaram a atenção. Pela 3ª fase de Indian Wells, contra Elena Rybakina, começou a chorar em quadra e negou a entrada do fisioterapeuta, sugerido pelo juiz de cadeira, o que confundiu e desconcentrou a oponente. Na mesma semana, suas contas de Instagram e Twitter saíram do ar.
Em Miami, caiu na 3ª fase para a jovem Linda Fruhvirtová, abandonando antes do fim (segunda vez na temporada e sétima, incluindo w.o., nos últimos 14 meses). Declarou, após o confronto, que jogar nesse dia foi um erro e que está passando por um período muito difícil na vida pessoal. Por enquanto, é incerto o motivo, mas o período coincide com o envolvimento de seu país com a Rússia na invasão da Ucrânia, iniciado no final de fevereiro.
Em 28 de março, Azarenka anunciou uma pausa na carreira,  que foi curta. O retorno foi um mês depois, pelo WTA de Madri
No mesmo período, a Federação Britânica de Tênis (LTA) anunciou veto aos jogadores russos e bielorrussos em seus torneios, o que incluiu Wimbledon, devido a invasão da Ucrânia pela Rússia. Como uma das principais afetadas, Azarenka cobrou das autoridades que comandam o circuito uma reação à decisão.

### 2023: semifinais do Australian Open, título de duplas WTA 1000

Azarenka no Australian Open, 2023.

Como 24ª cabeça de chave, Azarenka voltou às semifinais do Australian Open após 10 anos. No torneio, ela derrotou Sofia Kenin, Nadia Podoroska, a décima cabeça de chave Madison Keys, Zhu Lin e a terceira cabeça de chave Jessica Pegula. Os pontos conquistados no torneio a levaram ao posto de número 16 do mundo. Ela perdeu para a 22ª cabeça de chave Elena Rybakina em sets diretos.
Ela ganhou seu quinto torneio WTA 1000 e décimo título de duplas no geral, no Madrid Open com Beatriz Haddad Maia.
Em Wimbledon, Azarenka chegou às oitavas de final onde perdeu para Elina Svitolina num jogo de três sets que durou quase três horas.

### 2024: Quarta rodada do Australian Open, semifinais de WTA 1000
Azarenka iniciou a temporada no torneio Brisbane International, onde fez uma campanha sólida. Como cabeça de chave N° 8, ela ficou de "bye" na primeira rodada. Estreou passando por Anna Kalinskaya na segunda e por Clara Burel na terceira, esses dois jogos em sets diretos. Em seguida, passou por Jeļena Ostapenko nas quartas de final em jogo duro de três sets e com lance "polêmico", chegando assim à semifinal, jogo que perdeu para a cabeça de chave N° 1 Aryna Sabalenka em sets diretos. Depois disso, partiu para o Australian Open, no qual, como "cabeça de chave" N° 18 venceu Camila Giorgi na primeira rodada em jogo de três sets, Clara Tauson na segunda também em jogo de três sets, e passou pela "cabeça de chave" N° 11 Jeļena Ostapenko em sets diretos na terceira. Na sequência, ela perdeu para a vinda da classificatória Dayana Yastremska, na quarta rodada também em sets diretos.
Após uma decepcionante eliminação na segunda rodada em Indian Wells para Caroline Dolehide em jogo de três sets, Azarenka reagiu na segunda metade do “Sunshine Double”, o WTA 1000 de Miami, onde ela chegou à semifinal, derrotando a 7ª cabeça de chave Qinwen Zheng e a 24ª cabeça de chave Katie Boulter na terceira e quarta rodadas, respectivamente. Na sequência ela perdeu para Elena Rybakina, depois de vencer o segundo set por 6-0 e um tiebreak muito disputado no set final.
Azarenka iniciou a temporada em quadras de saibro no Charleston Open, onde chegou às quartas de final, como cabeça de chave N° 12, perdeu para a cabeça de chave N° 1 Jessica Pegula em jogo de três sets muito disputado. No Aberto de Madri, ela venceu seu jogo de estreia contra Tatjana Maria em sets diretos, e na rodada seguinte, perdeu para Sara Sorribes Tormo, também em sets diretos. Seu próximo compromisso foi no Aberto de Roma, no qual, como cabeça de chave N° 24, venceu Magda Linette em seu jogo de estreia em jogo de três sets e Mayar Sherif na sequência, também em jogo de três sets, já nas oitavas de final, venceu a cabeça de chave N° 5, Maria Sakkari em sets diretos, mas nas quartas de final, perdeu para a cabeça de chave N° 13, Danielle Collins, em sets diretos. Já no Aberto da França, como cabeça de chave N° 19, venceu Nadia Podoroska, na primeira rodada em sets diretos, mas perdeu na segunda para Mirra Andreeva, em jogo de três sets.
Azarenka começou a temporada em quadras de grama pelo Berlim Ladies Open, no qual, venceu a cabeça de chave N° 7 Maria Sakkari, na primeira rodada em sets diretos, Zeynep Sönmez [en] na segunda também em sets diretos, a cabeça de chave N° 3 Elena Rybakina nas quartas de final quando a adversária desistiu da partida logo no início, e perdeu para Anna Kalinskaya na semifinal em jogo de três sets.

## Finais

### Circuito WTA
| Categoria         | S   | D   | DM  |
| ----------------- | --- | --- | --- |
| Grand Slam        | 2–3 | 0–4 | 2–2 |
| Fim de temporada  | 0–1 | 0–0 | —   |
| Jogos Olímpicos   | 0–0 | 0–0 | 1–0 |
| Premier Mandatory | 6–2 | 2–0 | —   |
| Tier I            | 0–0 | 0–2 | —   |
| Premier 5         | 4–2 | 2–1 | —   |
| Premier           | 4–6 | 1–0 | —   |
| Tier II           | 0–0 | 0–3 | —   |
| International     | 5–1 | 2–0 | —   |
| Tier III, IV e V  | 0–4 | 1–1 | —   |

| Piso    | S     | D   | DM  |
| ------- | ----- | --- | --- |
| duro    | 20–12 | 6–8 | 1–1 |
| saibro  | 1–6   | 2–2 | 1–0 |
| grama   | 0–1   | 0–0 | 1–1 |
| carpete | 0–0   | 0–1 | 0–0 |

#### Simples: 40 (21 títulos, 19 vices)
| Status | V–D   | Data     | Torneio                       | Cidade/país             | Categoria         | Piso          | Adversária          | Resultado      |
| ------ | ----- | -------- | ----------------------------- | ----------------------- | ----------------- | ------------- | ------------------- | -------------- |
| Perdeu | 21–19 | Out 2020 | J&T Banka Ostrava Open        | Ostrava, Tchéquia       | Premier           | duro (i)      | Aryna Sabalenka     | 2–6, 2–6       |
| Perdeu | 21-18 | Set 2020 | US Open                       | Nova York, U.S.         | Grand Slam        | duro          | Naomi Osaka         | 6–1, 3–6, 3–6  |
| Venceu | 21–17 | Ago 2020 | Western & Southern Open       | Nova York, U.S.         | Premier 5         | duro          | Naomi Osaka         | w.o.           |
| Perdeu | 20–17 | Abr 2019 | Abierto GNP Seguros           | Monterrey, México       | International     | duro          | Garbiñe Muguruza    | 1–6, 1–3, ab.  |
| Venceu | 20–16 | Abr 2016 | Miami Open                    | Miami, U.S.             | Premier Mandatory | duro          | Svetlana Kuznetsova | 6–4, 6–4       |
| Venceu | 19–16 | Mar 2016 | BNP Paribas Open              | Indian Wells, U.S.      | Premier Mandatory | duro          | Serena Williams     | 6–4, 6–4       |
| Venceu | 18–16 | Jan 2016 | Brisbane International        | Brisbane, Austrália     | Premier           | duro          | Angelique Kerber    | 6–3, 6–1       |
| Perdeu | 17–16 | Fev 2015 | Qatar Total Open              | Doha, Catar             | Premier           | duro          | Lucie Šafářová      | 4–6, 3–6       |
| Perdeu | 17–15 | Jan 2014 | Brisbane International        | Brisbane, Austrália     | Premier           | duro          | Serena Williams     | 4–6, 5–7       |
| Perdeu | 17–14 | Set 2013 | US Open                       | Nova York, U.S.         | Grand Slam        | duro          | Serena Williams     | 5–7, 7–66, 1–6 |
| Venceu | 17–13 | Ago 2013 | Western & Southern Open       | Cincinnati, U.S.        | Premier 5         | duro          | Serena Williams     | 2–6, 6–2, 7–6  |
| Perdeu | 16–13 | Ago 2013 | Southern California Open      | Carlsbad, U.S.          | Premier           | duro          | Samantha Stosur     | 2–6, 3–6       |
| Perdeu | 16–12 | Mai 2013 | Internazionali BNL            | Roma, Itália            | Premier 5         | saibro        | Serena Williams     | 1–6, 3–6       |
| Venceu | 16–11 | Fev 2013 | Qatar Total Open              | Doha, Catar             | Premier 5         | duro          | Serena Williams     | 7–6, 2–6, 6–3  |
| Venceu | 15–11 | Jan 2013 | Australian Open               | Melbourne, Austrália    | Grand Slam        | duro          | Li Na               | 4–6, 6–4, 6–3  |
| Venceu | 14–11 | Out 2012 | Generali Ladies Linz          | Linz, Áustria           | International     | duro (i)      | Julia Görges        | 6–3, 6–4       |
| Venceu | 13–11 | Out 2012 | China Open                    | Pequim, China           | Premier Mandatory | duro          | Maria Sharapova     | 6–3, 6–1       |
| Perdeu | 12–11 | Set 2012 | US Open                       | Nova York, U.S.         | Grand Slam        | duro          | Serena Williams     | 2–6, 6–2, 5–7  |
| Perdeu | 12–10 | Mai 2012 | Mutua Madrid Open             | Madri, Espanha          | Premier Mandatory | saibro (azul) | Serena Williams     | 1–6, 3–6       |
| Perdeu | 12–9  | Abr 2012 | Porsche Tennis Grand Prix     | Stuttgart, Alemanha     | Premier           | saibro (i)    | Maria Sharapova     | 1–6, 4–6       |
| Venceu | 12–8  | Mar 2012 | BNP Paribas Open              | Indian Wells, U.S.      | Premier Mandatory | duro          | Maria Sharapova     | 6–2, 6–3       |
| Venceu | 11–8  | Fev 2012 | Qatar Total Open              | Doha, Catar             | Premier 5         | duro          | Samantha Stosur     | 6–1, 6–2       |
| Venceu | 10–8  | Jan 2012 | Australian Open               | Melbourne, Austrália    | Grand Slam        | duro          | Maria Sharapova     | 6–3, 6–0       |
| Venceu | 9–8   | Jan 2012 | Apia Sydney International     | Sydney, Austrália       | Premier           | duro          | Li Na               | 6–2, 1–6, 6–3  |
| Perdeu | 8–8   | Out 2011 | TEB BNP Championships         | Istambul, Turquia       | Fim de temporada  | duro (i)      | Petra Kvitová       | 5–7, 6–4, 3–6  |
| Venceu | 8–7   | Out 2011 | BGL Luxembourg Open           | Luxemburgo, Luxemburgo  | International     | duro (i)      | Monica Niculescu    | 6–2, 6–2       |
| Perdeu | 7–7   | Mai 2011 | Mutua Madrid Open             | Madri, Espanha          | Premier Mandatory | saibro        | Petra Kvitová       | 36–7, 4–6      |
| Venceu | 7–6   | Abr 2011 | Andalucia Tennis Experience   | Marbella, Espanha       | International     | saibro        | Irina-Camelia Begu  | 6–3, 6–2       |
| Venceu | 6–6   | Abr 2011 | Sony Ericsson Open            | Miami, U.S.             | Premier Mandatory | duro          | Maria Sharapova     | 6–1, 6–4       |
| Venceu | 5–6   | Out 2010 | Kremlin Cup                   | Moscou, Rússia          | Premier           | duro (i)      | Maria Kirilenko     | 6–3, 6–4       |
| Venceu | 4–6   | Ago 2010 | Bank West Classic             | Stanford, U.S.          | Premier           | duro          | Maria Sharapova     | 6–4, 6–1       |
| Perdeu | 3–6   | Jun 2010 | Aegon International           | Eastbourne, Reino Unido | Premier           | grama         | Ekaterina Makarova  | 56–7, 4–6      |
| Perdeu | 3–5   | Fev 2010 | Dubai Tennis Championships    | Dubai, EAU              | Premier 5         | duro          | Venus Williams      | 3–6, 1–6       |
| Venceu | 3–4   | Abr 2009 | Sony Ericsson Open            | Miami, U.S.             | Premier Mandatory | duro          | Serena Williams     | 6–3, 6–1       |
| Venceu | 2–4   | Fev 2009 | Cellular South Cup            | Memphis, U.S.           | International     | duro (i)      | Caroline Wozniacki  | 6–1, 6–3       |
| Venceu | 1–4   | Jan 2009 | Brisbane International        | Brisbane, Austrália     | International     | duro          | Marion Bartoli      | 6–3, 6–1       |
| Perdeu | 0–4   | Mai 2008 | ECM Prague Open               | Praga, República Tcheca | Tier IV           | saibro        | Vera Zvonareva      | 26–7, 2–6      |
| Perdeu | 0–3   | Jan 2008 | Gold Coast Women's Hardcourts | Gold Coast, Austrália   | Tier III          | duro          | Li Na               | 6–4, 3–6, 4–6  |
| Perdeu | 0–2   | Out 2007 | Tashkent Open                 | Tashkent, Uzbequistão   | Tier IV           | duro          | Pauline Parmentier  | 5–7, 2–6       |
| Perdeu | 0–1   | Mai 2007 | Estoril Open                  | Estoril, Portugal       | Tier IV           | saibro        | Gréta Arn           | 6–2, 1–6, 36–7 |

#### Duplas: 19 (8 títulos, 11 vices)
| Status | V–D  | Data     | Torneio              | Cidade/país            | Categoria         | Piso        | Parceira           | Adversárias                                    | Resultado        |
| ------ | ---- | -------- | -------------------- | ---------------------- | ----------------- | ----------- | ------------------ | ---------------------------------------------- | ---------------- |
| Perdeu | 8–11 | Set 2019 | US Open              | Nova York, U.S.        | Grand Slam        | duro        | Ashleigh Barty     | Elise Mertens Aryna Sabalenka                  | 5–7, 5–7         |
| Venceu | 8–10 | Mai 2019 | Internazionali BNL   | Roma, Itália           | Premier 5         | saibro      | Ashleigh Barty     | Anna-Lena Friedsam Demi Schuurs                | 4–6, 6–0, [10–3] |
| Venceu | 7–10 | Mar 2019 | Abierto Mexicano     | Acapulco, México       | International     | duro        | Zheng Saisai       | Desirae Krawczyk Giuliana Olmos                | 6–1, 6–2         |
| Perdeu | 6–10 | Ago 2011 | Rogers Cup           | Toronto, Canadá        | Premier 5         | duro        | Maria Kirilenko    | Liezel Huber Lisa Raymond                      | w.o.             |
| Venceu | 6–9  | Jul 2011 | Bank West Classic    | Stanford, U.S.         | Premier           | duro        | Maria Kirilenko    | Liezel Huber Lisa Raymond                      | 6–1, 6–3         |
| Venceu | 5–9  | Mai 2011 | Mutua Madrid Open    | Madri, Espanha         | Premier Mandatory | saibro      | Maria Kirilenko    | Květa Peschke Katarina Srebotnik               | 6–4, 6–3         |
| Perdeu | 4–9  | Jan 2011 | Australian Open      | Melbourne, Austrália   | Grand Slam        | duro        | Maria Kirilenko    | Gisela Dulko Flavia Pennetta                   | 6–2, 5–7, 3–6    |
| Venceu | 4–8  | Ago 2010 | W & S Women's Open   | Cincinnati, U.S.       | Premier 5         | duro        | Maria Kirilenko    | Lisa Raymond Rennae Stubbs                     | 7–64, 7–68       |
| Perdeu | 3–8  | Jun 2009 | Roland Garros        | Paris, França          | Grand Slam        | saibro      | Elena Vesnina      | Anabel Medina Garrigues Virginia Ruano Pascual | 1–6, 1–6         |
| Venceu | 3–7  | Mar 2009 | BNP Paribas Open     | Indian Wells, U.S.     | Premier Mandatory | duro        | Vera Zvonareva     | Gisela Dulko Shahar Pe'er                      | 6–4, 3–6, [10–5] |
| Venceu | 2–7  | Fev 2009 | Cellular South Cup   | Memphis, U.S.          | International     | duro (i)    | Caroline Wozniacki | Yuliana Fedak Michaëlla Krajicek               | 6–1, 7–62        |
| Perdeu | 1–7  | Abr 2008 | B & L Championships  | Ilha Amélia, U.S.      | Tier II           | saibro      | Elena Vesnina      | Bethanie Mattek Vladimíra Uhlířová             | 3–6, 1–6         |
| Perdeu | 1–6  | Jan 2008 | Australian Open      | Melbourne, Austrália   | Grand Slam        | duro        | Shahar Pe'er       | Alona Bondarenko Kateryna Bondarenko           | 6–2, 1–6, 4–6    |
| Perdeu | 1–5  | Out 2007 | Kremlin Cup          | Moscou, Rússia         | Tier I            | carpete (i) | Tatiana Poutchek   | Cara Black Liezel Huber                        | 6–4, 1–6, [7–10] |
| Perdeu | 1–4  | Set 2007 | Fortis Championships | Luxemburgo, Luxemburgo | Tier II           | duro (i)    | Shahar Pe'er       | Iveta Benešová Janette Husárová                | 4–6, 2–6         |
| Perdeu | 1–3  | Ago 2007 | Acura Classic        | Carlsbad, U.S.         | Tier I            | duro        | Anna Chakvetadze   | Cara Black Liezel Huber                        | 5–7, 4–6         |
| Perdeu | 1–2  | Jul 2007 | Bank West Classic    | Stanford, U.S.         | Tier II           | duro        | Anna Chakvetadze   | Sania Mirza Shahar Pe'er                       | 4–6, 56–7        |
| Venceu | 1–1  | Out 2006 | Tashkent Open        | Tashkent, Uzbequistão  | Tier IV           | duro        | Tatiana Poutchek   | Maria Elena Camerin Emmanuelle Gagliardi       | w.o.             |
| Perdeu | 0–1  | Fev 2006 | Cellular South Cup   | Memphis, U.S.          | Tier III          | duro (i)    | Caroline Wozniacki | Lisa Raymond Samantha Stosur                   | 26–7, 3–6        |

#### Duplas mistas: 5 (3 títulos, 2 vices)
| Status | V–D | Data     | Torneio              | Cidade/país          | Categoria       | Piso   | Parceiro     | Adversários                       | Resultado        |
| ------ | --- | -------- | -------------------- | -------------------- | --------------- | ------ | ------------ | --------------------------------- | ---------------- |
| Perdeu | 3–2 | Jul 2018 | Torneio de Wimbledon | Londres, Reino Unido | Grand Slam      | grama  | Jamie Murray | Nicole Melichar Alexander Peya    | 16–7, 3–6        |
| Venceu | 3–1 | Ago 2012 | Olimpíadas           | Londres, Reino Unido | Jogos Olímpicos | grama  | Max Mirnyi   | Laura Robson Andy Murray          | 2–6, 6–3, [10–8] |
| Venceu | 2–1 | Jun 2008 | Roland Garros        | Paris, França        | Grand Slam      | saibro | Bob Bryan    | Katarina Srebotnik Nenad Zimonjić | 6–2, 7–64        |
| Venceu | 1–1 | Set 2007 | US Open              | Nova York, U.S.      | Grand Slam      | duro   | Max Mirnyi   | Meghann Shaughnessy Leander Paes  | 6–4, 7–66        |
| Perdeu | 0–1 | Jan 2007 | Australian Open      | Melbourne, Austrália | Grand Slam      | duro   | Max Mirnyi   | Elena Likhovtseva Daniel Nestor   | 4–6, 4–6         |

### Circuito ITF

#### Simples: 3 (1 título, 2 vices)
| Status | V–D | Data     | Cidade/país         | Categoria | Piso     | Adversária         | Resultado |
| ------ | --- | -------- | ------------------- | --------- | -------- | ------------------ | --------- |
| Perdeu | 1–2 | Nov 2006 | Pittsburgh, U.S.    | 75.000    | duro (i) | Aleksandra Wozniak | 2–6, ab.  |
| Venceu | 1–1 | Jul 2005 | Pétange, Luxemburgo | 50.000    | saibro   | Viktoriya Kutuzova | 6–4, 6–2  |
| Perdeu | 0–1 | Abr 2005 | Augusta, U.S.       | 25.000    | duro     | Saori Obata        | 2–6, 2–6  |

#### Duplas: 4 (3 títulos, 1 vice)
| Status | V–D | Data     | Cidade/país            | Categoria | Piso   | Parceira         | Adversárias                        | Resultado      |
| ------ | --- | -------- | ---------------------- | --------- | ------ | ---------------- | ---------------------------------- | -------------- |
| Venceu | 3–1 | Mar 2007 | Las Vegas, U.S.        | 75.000    | duro   | Tatiana Poutchek | Maret Ani Alberta Brianti          | 6–2, 6–4       |
| Venceu | 2–1 | Nov 2005 | Tucson, U.S.           | 75.000    | duro   | Tatiana Poutchek | Maria Fernanda Alves Melinda Czink | 4–6, 7–63, 6–1 |
| Perdeu | 1–1 | Abr 2004 | Bol, Croácia           | 10.000    | saibro | Olga Govortsova  | Anna Bastrikova Alla Kudryavtseva  | 4–6, 1–6       |
| Venceu | 1–0 | Nov 2003 | Ramat Hasharon, Israel | 10.000    | duro   | Olga Govortsova  | Natalie Neri Danielle Steinberg    | 6–0, 6–3       |

### Grand Slam juvenil

#### Simples: 2 (2 títulos)
| Status | V–D | Data     | Torneio         | Cidade/país          | Piso | Adversária   | Resultado |
| ------ | --- | -------- | --------------- | -------------------- | ---- | ------------ | --------- |
| Venceu | 2–0 | Set 2005 | US Open         | Nova York, U.S.      | duro | Alexa Glatch | 6–3, 6–4  |
| Venceu | 1–0 | Jan 2005 | Australian Open | Melbourne, Austrália | duro | Ágnes Szávay | 6–2, 6–2  |

#### Duplas: 4 (4 títulos)
| Status | V–D | Data     | Torneio              | Cidade/país          | Piso   | Parceira         | Adversárias                      | Resultado      |
| ------ | --- | -------- | -------------------- | -------------------- | ------ | ---------------- | -------------------------------- | -------------- |
| Venceu | 4–0 | Jul 2005 | Torneio de Wimbledon | Londres, Reino Unido | grama  | Ágnes Szávay     | Marina Erakovic Monica Niculescu | 56–7, 6–2, 6–0 |
| Venceu | 3–0 | Jun 2005 | Roland Garros        | Paris, França        | saibro | Ágnes Szávay     | Ioana Raluca Olaru Amina Rakhim  | 4–6, 6–4, 6–0  |
| Venceu | 2–0 | Jan 2005 | Australian Open      | Melbourne, Austrália | duro   | Marina Erakovic  | Nikola Fraňková Ágnes Szávay     | 6–0, 6–2       |
| Venceu | 1–0 | Jul 2004 | Torneio de Wimbledon | Londres, Reino Unido | grama  | Volha Havartsova | Marina Erakovic Monica Niculescu | 6–4, 3–6, 6–4  |

## Quadros de linha de tempo
| V | F | SF | QF | #R | RR | Q# | P# | NQ | NP | Z# | PO | O | P | B | NTM | NTI | A | NO |

 •  (V) vencedor; (F) finalista; (SF) semifinalista; (QF) quartas de final; (#R) rodada 4, 3, 2, 1; (RR) round-robin; (Q#) rodada qualificatória;  (NQ) não qualificado; (NP) não participou;  (NO) não ocorreu; (TS) taxa de sucesso (eventos vencidos / participados); (V–P) jogos vencidos-perdidos.
 •  Para evitar confusões e contagem em duplicidade, esses quadros são atualizados após a conclusão de um torneio ou quando a participação de um jogador termina.

### Simples
| Torneio           | 2006 | 2007 | 2008 | 2009 | 2010 | 2011 | 2012 | 2013 | 2014 | 2015 | 2016 | 2017 | 2018 | 2019 | 2020 | 2021 | 2022 | 2023 | TS     | V–P    | %–V |
| ----------------- | ---- | ---- | ---- | ---- | ---- | ---- | ---- | ---- | ---- | ---- | ---- | ---- | ---- | ---- | ---- | ---- | ---- | ---- | ------ | ------ | --- |
| Australian Open   | 1R   | 3R   | 3R   | 4R   | QF   | 4R   | V    | V    | QF   | 4R   | QF   | NP   | NP   | 1R   | NP   | 1R   | 4R   | SF   | 2 / 15 | 47–13  | 78% |
| Aberto da França  | 1R   | 1R   | 4R   | QF   | 1R   | QF   | 4R   | SF   | NP   | 3R   | 1R   | NP   | 1R   | 2R   | 2R   | 4R   | 3R   | 1R   | 0 / 16 | 28–16  | 64% |
| Wimbledon         | 1R   | 3R   | 3R   | QF   | 3R   | SF   | SF   | 2R   | 2R   | QF   | NP   | 4R   | 2R   | 3R   | NO   | 2R   | NP   | 4R   | 0 / 15 | 36–14  | 72% |
| US Open           | 3R   | 4R   | 3R   | 3R   | 2R   | 3R   | F    | F    | QF   | QF   | NP   | NP   | 3R   | 1R   | F    | 3R   | 4R   | 2R   | 0 / 16 | 46–16  | 74% |
| Vencidos-Perdidos | 2–4  | 7–4  | 9–4  | 13–4 | 7–4  | 14–4 | 21–3 | 19–2 | 9–3  | 13–4 | 4–2  | 3–1  | 3–3  | 3–4  | 7–2  | 6–4  | 8–3  | 9–4  | 2 / 62 | 157–59 | 73% |